# Magaldrat
Magaldrat je puferski antacid koji uklanja hiperaciditet i želučane tegobe koje su njime izazvane. Dobiva se laganim isušivanjem gela nastalog kombinacijom anorganskih spojeva (aluminijev hidroksid + magnezijev hidroksid + magnezijev karbonat ). 

## Farmakoterapijska skupina i djelovanje
Optimalno antacidno djelovanje (stupanj želučane kiselosti, brzina nastupa djelovanja i trajanje učinka) postiže se optimalnim omjerom količina dvaju djelatnih sastojaka. Aluminij hidroksid magnezij karbonat gel djeluje kao antacidni pufer koji povećanu kiselost želučanog soka smanjuje do fizioloških vrijednosti (pH 3-5) omogućujući normalan proces probave bez naknadne hipersekrecije.

Magnezij hidroksid, osim izražene, brze i dugotrajne neutralizacije, djeluje i blago laksativno te se u kombinaciji s aluminij hidroksidom pojačava antacidni učinak uklanjajući opstipirajuće djelovanje aluminija. Antacidno djelovanje nastupa odmah nakon uporabe, a traje dva do tri sata. Magaldrat osim brze i dugotrajne neutralizacije kiseline, koči djelovanje pepsina i žučnih kiselina, koje su također odgovorne za želučane tegobe. U bolesnika s normalnom bubrežnom funkcijom nema sustavnih učinaka, jer se iz probavnog sustava apsorbira samo neznatna količina koja se brzo izluči.

## Terapijske indikacije
Magaldrat se koristi za liječenje i ublažavanje hiperaciditeta želuca (sa žgaravicom ili bez nje), peptičkog ulkusa želuca i dvanaesnika, refluksnog ezofagitisa, gastritisa, dispepsije, podražaja želučane sluznice izazvanog uživanjem alkohola, kave, duhana ili slatkiša.

## Kontraindikacije
Magaldrat je kontraindiciran u bolesnika s teškim bubrežnim zatajenjem i u osoba preosjetljivih na sol i aluminija i magnezija.

## Interakcije
Magaldrat, poput ostalih antacida, utječe na apsorpciju nekih lijekova. Tako pojačava djelovanje levodope i nalidiksične kiseline, a slabi djelovanje tetraciklinskih antibiotika, ciprofloksacina i ofloksacina, acetilsalicilne kiseline, izoniazida, naproksena, pripravaka željeza i srčanih glikozida pa te lijekove treba uzimati bar dva sata nakon ili jedan sat prije antacida.

## Trudnoćaidojenje
Magaldrat je veoma pogodan za suzbijanje hiperaciditeta i njegovih posljedica tijekom trudnoće i dojenja jer nema sustavnih učinaka.

## Posebna upozorenja
Osobe s bitno smanjenom tjelesnom masom i djeca trebaju uzimati manje doze tijekom kraćeg razdoblja. Bolesnici s oštećenom bubrežnom funkcijom trebaju izbjegavati dužu uporabu većih doza. Magaldrat se ne daje djeci mlađoj od 6 godina.

## Doziranje
Običnose uzima 750 do 1500 mg četiri do šest puta na dan, otprilike jedan sat nakon obroka i navečer prije spavanja. Protiv žgaravice uzima se jednaka doza bez obzira na obrok. Djeci od 6 do 12 godina daje se polovica doze za odrasle.

## Predoziranje
Slučajevi akutnog predoziranja magaldratom nisu zabilježeni. Mogu se očekivati nešto naglašenije nuspojave u probavnom sustavu (opstipacija, proljev). S obzirom na to da se iz probavnog sustava apsorbiraju veoma male količine aluminija i magnezija sustavni su učinci pri akutnom predoziranju malo vjerojatni i to samo u bolesnika s otežanom bubrežnom funkcijom. Nakon dugotrajne uporabe velikih doza magaldrata zbog sadržaja aluminija može nastati sindrom manjka fosfata (gubitak apetita, mišićna slabost, smanjenje tjelesne težine), a zbog sadržaja magnezija, hipermagnezemija. Predoziranje se liječi simptomatski.

## Nuspojave
Magaldrat se općenito dobro podnosi. Pri uporabi preporučenih doza rijetke su probavne smetnje, npr. proljev ili blaga opstipacija, želučane smetnje, mučnina, povraćanje. Iznimno su rijetke alergijske reakcije (urtikarija, svrbež, dermatitis).